# Lista de membros da Royal Society eleitos em 1930
Esta é uma lista de Membros da Royal Society eleitos em 1930.

## Fellows
- Herbert Stanley Allen
- Sir Edward Battersby Bailey
- Frederick Tom Brooks
- Paul Dirac
- Harold Ward Dudley
- Charles Alfred Edwards
- Harry Eltringham
- Sir Edward Battersby Bailey
- Sir Eric Rideal
- Robert Robison
- Sir Harold Spencer Jones
- John Stephenson
- Sir George Paget Thomson
- Charles Todd
- William Whiteman Carlton Topley

## Foreign Members
- Gerard Jacob De Geer
- Tullio Levi-Civita

## Estatuto 12
- Ramsay MacDonald
- Jan Smuts